# 731 (Секретные материалы)
«731» (англ. «731») — 10-й эпизод третьего сезона сериала «Секретные материалы», главные герои которого — Фокс Малдер (Дэвид Духовны) и Дана Скалли (Джиллиан Андерсон), агенты ФБР, расследующие сложно поддающиеся научному объяснению преступления, называемые «Секретными материалами». В данном эпизоде, являющемся продолжением эпизода «Нисэй», Малдер попадает в поезд, на который ранее сел доктор Сиро Зама, перевозящий загадочное существо в закрытом для посторонних вагоне. После того как Зама гибнет от рук сотрудника Консорциума, Малдер и сам убийца оказываются заперты в вагоне с существом, вскоре узнав, что над ними находится часовая бомба, уже ведущая отсчёт до взрыва. В то же время Скалли обнаруживает заброшенный лепрозорий, в котором бывшие члены «отряда 731» проводили ужасные опыты по созданию гибридов инопланетян и людей. Эпизод позволяет более подробно раскрыть основную «мифологию сериала», заданную в пилотной серии.
Премьера состоялась 1 декабря 1995 года на телеканале FOX. В США серия получила рейтинг домохозяйств Нильсена, равный 12, который означает, что в день выхода серию посмотрели 17,68 миллиона человек. В эпизоде использовался сложный трюк со взрывом старого железнодорожного вагона, благодаря которому оператор Джон Бартли был номинирован на премию Американской ассоциации кинематографистов, а режиссёр Роб Боумен был назначен постановщиком полнометражного фильма «Секретные материалы».

## Сюжет
В Перки, штат Западная Виргиния, группа солдат прибывает в заброшенный центр по изучению проказы, полный изуродованных людей. Выгнав всех его обитателей на улицу, солдаты погружают их в грузовик и отвозят в поле, где выстраивают перед глубоким рвом в шеренгу. Ранее прятавшийся в тайнике прокажённый по имени Эскаланте с ужасом наблюдает из укрытия, как солдаты расстреливают всех жильцов центра, включая детей.
Потеряв телефон при прыжке с моста на движущийся поезд, Малдер теряет связь со Скалли. Столкнувшись с Иксом у квартиры Малдера, Скалли требует ответов о содержимом поезда и убийце её сёстры, на что Икс указывает искать их в имплантате, который был ранее удалён из шеи Скалли. Малдер, не сумев попасть в заблокированный металлический вагон без окон, ведёт поиски доктора Замы при помощи проводника. Агент находит лишь тело доктора, которого ранее задушил Рыжеволосый человек, и портфель с записями на японском языке.
Агент Пендрелл выясняет, что чип из шеи Скалли содержит исключительно сложные технологии и может считывать память человека. На процессоре обнаруживается имя доктора Замы, а Пендреллу удаётся найти старую почтовую квитанцию на имя доктора по адресу комплекса в Перки. Скалли отправляется в лепрозорий, где находит небольшую выжившую группу прокажённых. Эскаланте сообщает ей, что Зама экспериментировал здесь над людьми, но уже давно не появлялся. Также он рассказывает ей о недавнем прибытии «эскадрона смерти» и показывает огромную братскую могилу с расстрелянными телами. Внезапно опять прибывает «эскадрон смерти», и Эскаланте гибнет, тогда как Скалли ведут на встречу с Первым Старейшиной — одним из лидеров Консорциума.
Вернувшись к загадочному вагону, Малдер обнаруживает дверь открытой. Заглянув через глазок в запертый отсек, агент видит там странное существо, похожее на гибрид человека и инопланетянина. В этот момент Рыжеволосый человек нападает сзади на Малдера, пытаясь его задушить. Агента спасает вооружённый незаряженным пистолетом Малдера проводник, который, сам убегая от Рыжеволосого, захлопывает дверь в вагон. Малдер берёт Рыжеволосого на мушку, но на телефон последнего поступает звонок от Первого Старейшины, который передаёт трубку Скалли. Та сообщает Малдеру, что находится в таком же вагоне, и вспомнила, как Зама с подчинёнными проводили опыты над ней, а похищение инопланетянами — это «дымовая завеса». Она же подтверждает наличие часовой бомбы в вагоне (Малдер обнаруживает взрывное устройство на потолке в вентиляции) и опасается, что перевозимое существо может при взрыве заразить тысячи людей геморрагической лихорадкой.
Малдер приказывает проводнику связаться с машинистом поезда и заставить того отсоединить в вагон в максимально безлюдном месте. После отцепки Малдер в разговоре с Рыжеволосым приходит к выводу, что существо в отсеке — это гибрид пришельца и человека, обладающий иммунитетом к биологическому оружию. Зама пытался вывезти существо из страны, но был готов погибнуть с ним, лишь бы результаты опытов не попали в руки правительства США. Рыжеволосый же должен был убить обоих.
С помощью Скалли Малдер подбирает код к выходу, но Рыжеволосый оглушает его сзади и запинывает ногами. При попытке покинуть вагон Рыжеволосый погибает от выстрела. В вагон заходит Икс, который и застрелил Рыжеволосого. Оценив ситуацию, Икс вытаскивает Малдера за несколько секунд до мощного взрыва.
Выздоровев, Малдер пытается отыскать информацию о взорванном вагоне, но ему это не удаётся. Скалли возвращает портфель с дневником на японском языке, но Малдер понимает, что оба предмета были подменены. Тем временем, в полутёмной комнате, пожилой японец переводит содержимое настоящего портфеля в присутствии дымящего сигаретой Курильщика.

## Производство

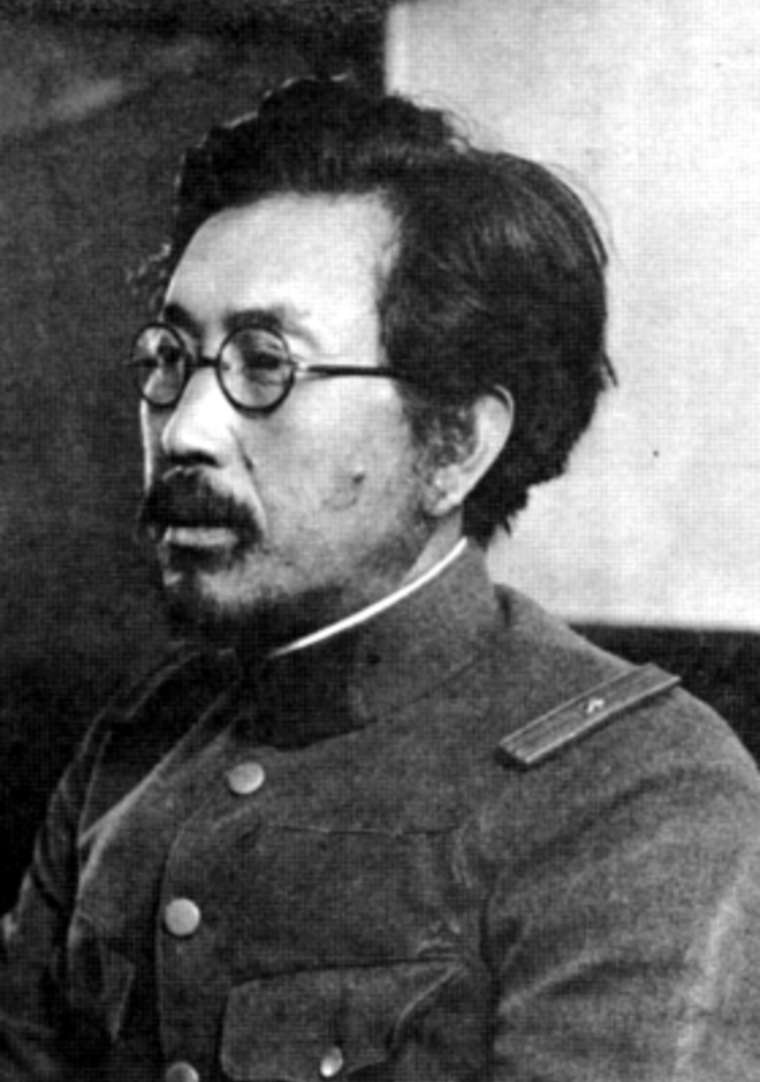
Прототипом доктора Зама стал командир отряда «731» Сиро Исии.

По словам сценариста Фрэнка Спотница, вдохновением для эпизода стала статья в «Нью-Йорк Таймс» о военных преступлениях, совершённых отрядом «731». Отряд, действовавший во время Второй мировой войны, занимался проведением опытов над военнопленными и гражданскими лицами. Отсюда появилось и название эпизода. Идея же снять эпизод внутри движущегося поезда пришла на основании фильмов «К северу через северо-запад» и «Поезд». Спотниц также отмечал, что эпизод позволил сценаристам вернуть Скалли к её привычной позиции скептика после событий в эпизоде «Скрепка», когда Скалли лично видела группу пришельцев. Тэглайн эпизода был изменён на «Извинение есть политика» (англ. Apology is Policy).
В начале эпизода Малдер забирается внутрь движущегося поезда, спустившись с крыши вагона. Дэвид Духовны отказался от услуг дублёра в этой сцене, а его страховочный трос был удалён в пост-производственный период. Интерьеры вагонов покоились на надувных камерах, чтобы создать иллюзию движения. Для съёмок этих сцен Роб Боумен использовал Стедикам и намеренно избегал расположения персонажей в центре экрана, чтобы создать ощущение параноидальности происходящего. С этим решением ярко контрастирует положение на экране Скалли, когда она находится в другом вагоне во время разговора с Малдером: героиня уверенно стоит строго по центру экрана, создавая впечатление сбалансированности и силы.
Для эффектного взрыва вагона потребовалось 200 литров бензина и 120 пороховых бомб. Сам вагон был приобретён у местной железнодорожной компании и являлся списанным из-за погнутой стенки. Съёмка взрыва синхронно велась с семи камер. Главный специалист сериала по физическим спецэффектам, Дэйв Готье, позже вручил Робу Боумену оторванный взрывом вагонный колокол с почётной гравировкой. Изображение Икса, несущего на себе Малдера, было отснято отдельно на фоне синего экрана и, впоследствии, наложено на видеоряд со взрывом.
В сцене с демонстрацией братской могилы прокажённых участвовало 25 актёров, в основном, детей, лежавших в масках на куче искусственных тел.
Боумен счёл завершённый вариант эпизода похожим на настоящий, полнометражный фильм. По мнению режиссёра, этот эпизод произвёл сильное впечатление на Криса Картера, который, в результате, доверил Боумену стать постановщиком полнометражного фильма «Секретные материалы».

### Эфир и отзывы
Премьера эпизода состоялась на канале Fox network 1 декабря 1995 года. Рейтинг Нильсена составил 12 баллов с долей в 21,0, означающий, что примерно 12 процентов из всех оборудованных телевизором домохозяйств в США и 21 процентов от всех домохозяйств, смотревших телевизор в тот вечер, были настроены на премьеру эпизода. Количество зрителей, смотревших премьеру, оценивается в 17,68 миллиона человек.
В обзоре третьего сезона от «Entertainment Weekly», датируемом 1996-м годом, эпизод получил скромную оценку «В» (3 балла из 4-х возможных), так как, по мнению изданию, был «странным образом лишён напряжения». В более поздних обзорах критиков эпизод получил преимущественно положительные отзывы. Обозреватель «The A.V. Club», Зак Хэндлен, оценил серию на «А» (4 балла из 4-х возможных), охарактеризовав её как «великолепную». Ник де Семлен и Джеймс Уайт в статье для журнала «Empire» назвали «731» вторым величайшим эпизодом сериала, предположив, что он является наилучшим среди всех «мифологических» эпизодов. Авторы описали серию как «высоко-октановую смесь действия и таинственности, снятую с качеством и динамичностью голливудского блокбастера».
В свою очередь, режиссёр Роб Боумен назвал этот эпизод одним из своих любимых, тогда как актёр Стивен Уильямс посчитал, что серия добавила фанатов его персонажу.